# Le Père de la mariée (film, 1950)
Pour les articles homonymes, voir Le Père de la mariée.
Série
Allons donc, papa !
(1951)
Pour plus de détails, voir Fiche technique et Distribution.
Le Père de la mariée (Father of the Bride) est un film américain réalisé par Vincente Minnelli et sorti en 1950. Il s'agit d'une adaptation du roman du même nom d'Edward Streeter publié l'année précédente.
Une suite Allons donc, papa !, avec la même équipe, sort un an plus tard.

## Synopsis
Un homme prépare la cérémonie de mariage de sa fille, mais se demande si elle a choisi le bon mari.

## Fiche technique
- Titre : Le Père de la mariée
- Titre original : Father of the Bride
- Réalisation : Vincente Minnelli
- Scénario : Frances Goodrich et Albert Hackett, d'après le roman d'Edward Streeter (en) paru en 1949
- Production : Pandro S. Berman
- Société de production et de distribution : MGM
- Photographie : John Alton
- Montage : Ferris Webster
- Musique : Adolph Deutsch
- Direction artistique : Cedric Gibbons et Leonid Vasian
- Décorateur de plateau : Edwin B. Willis
- Costumes : Walter Plunkett (costumes : homme) et Helen Rose (costumes : femme)
- Pays d'origine : États-Unis
- Langue : anglais
- Format : Noir et blanc - Son : Mono (Western Electric Sound System)
- Genre : Comédie
- Durée : 92 minutes
- Dates de sortie :
  - États-Unis : 16 juin 1950
  - France : 26 janvier 1951
- Affiche : Jacques Bonneaud (France)

## Distribution
- Spencer Tracy (VF : Serge Nadaud) : Stanley T. Banks
- Joan Bennett (VF : Lita Recio) : Ellie Banks
- Elizabeth Taylor : Kay Banks
- Don Taylor (VF : Michel André) : Buckley Dunstan
- Billie Burke : Doris Dunstan
- Leo G. Carroll (VF : Paul Villé) : M. Massoula
- Moroni Olsen (VF : Jacques Berlioz) : Herbert Dunstan
- Melville Cooper (VF : Maurice Pierrat) : M. Tringle
- Taylor Holmes (VF : Abel Jacquin) : Warner
- Paul Harvey (VF : Christian Argentin) : Révérend Galsworthy
- Marietta Canty (VF : Mona Dol) : Delilah
- Frank Orth (VF : Emile Duard) : Joe
- Rusty Tamblyn : Tommy Banks
- Tom Irish : Ben Banks
- Fay Baker : Mlle Bellamy

Acteurs non crédités
- Oliver Blake : un invité
- Carleton Carpenter : un invité / un placeur
- Larry Steers : un invité